# Coefficient de Poisson
Pour les articles homonymes, voir Poisson (homonymie).

Animation de la déformation de quatre objets cubiques, avec différents coefficients de Poisson, sous contrainte uni-axiale.

En mécanique des milieux continus, le coefficient de Poisson ou coefficient principal de Poisson, noté ν, est une constante élastique adimensionnelle mesurant la déformation d'un matériau solide perpendiculairement à la direction de l'effort appliqué. Il est égal à l'opposé du ratio entre la déformation transversale et la déformation axiale, mesurées dans le cas idéal lorsque la contrainte est uniquement non nulle dans une direction. Sa valeur est strictement comprise entre −1 et 0,5, et est le plus souvent positive (> 0). Les (rares) matériaux ayant un coefficient de Poisson négatif sont dits auxétiques. Le coefficient de Poisson peut s'interpréter comme une mesure de la tendance du matériau à conserver son volume : plus il s'approche de 0,5, plus le matériau devient incompressible. Du point de vue acoustique, il se traduit dans la vitesse de propagation des ondes : dans un matériau dont le coefficient de Poisson est élevée, les ondes de cisaillement se propagent très lentement par rapport aux ondes de compression.
Il tire son nom de Siméon Denis Poisson, qui le met en évidence et adopte la lettre grecque « nu », notée ν, dans une note qu'il publie en 1827. Le coefficient de Poisson est souvent associé au module de Young : les deux valeurs suffisent à elles deux à décrire entièrement le comportement élastique linéaire d'un matériau isotrope (dont les propriétés sont indépendantes de son orientation).

## Définition

### Définition intuitive
Considérons un barreau constitué du matériau que l'on souhaite caractériser. Une compression est appliquée dans la longueur du barreau, ce qui réduit sa longueur. La valeur relative de ce changement de longueur est appelée déformation longitudinale. Par exemple, si la pression appliquée telle que la longueur du barreau est réduite de 1 %, la déformation longitudinale vaut −0,01. Une déformation transverse, c'est-à-dire dans la direction perpendiculaire à la pression appliquée, est aussi observée ; c'est l'effet de Poisson. Pour n'importe quel matériau considéré homogène, isotrope et élastique linéaire, le barreau va se dilater dans le sens transverse s'il est comprimé dans la longueur, et inversement. Le coefficient de Poisson est le rapport de déformation entre la contrainte appliquée et l'état initial. Ainsi, quand le barreau voit sa longueur réduite de 1 %, si son diamètre (ou sa largeur, selon la forme de l'échantillon) augmente de 0,3 %, le coefficient de Poisson de ce matériau vaut 0,3. Cette définition suppose que les valeurs appliquées sont assez faibles pour que la réponse du matériau reste linéaire.

### Définition plus formelle
Le matériau est soumis à une contrainte unidirectionnelle : c'est-à-dire que sa valeur est non-nulle sur une seule direction, choisie ici, arbitrairement, selon l'axe {\displaystyle x} du référentiel. Les contraintes selon {\displaystyle y} et {\displaystyle z} sont nulles, de même que les contraintes en cisaillement. En outre, la valeur {\displaystyle T_{x}} (la contrainte est notée, selon les auteurs, {\displaystyle T} ou {\displaystyle \sigma }) reste assez faible pour que le matériau réponde de façon linéaire.
{\displaystyle T_{x}\neq 0}
{\displaystyle T_{y}=T_{z}=T_{xy}=T_{xz}=T_{yz}=0}
La déformation principale du matériau est celle selon {\displaystyle x}, notée {\displaystyle S_{x}}. Il existe cependant aussi une déformation selon les axes {\displaystyle y} et {\displaystyle z}. Le coefficient de Poisson se définit en les comparant :
{\displaystyle \nu _{zx}=-{\frac {S_{z}}{S_{x}}}}
{\displaystyle \nu _{yx}=-{\frac {S_{y}}{S_{x}}}}
Pour la grande majorité des matériaux, la déformation en {\displaystyle y} et {\displaystyle z} est de signe opposée à la déformation en {\displaystyle x}. Cela explique la présence du signe moins dans la définition, rendant le coefficient de Poisson positif. Dans le cas le plus général, le coefficient de Poisson dépend de la direction de l'allongement. Ainsi, en contraignant le matériau selon l'axe {\displaystyle y} au lieu de {\displaystyle x}, on aurait défini des coefficients {\displaystyle \nu _{zy}} et {\displaystyle \nu _{xy}}. Cependant, en régime linéaire, le coefficient de Poisson est toujours symétrique, c'est-à-dire par exemple que {\displaystyle \nu _{xy}=\nu _{yx}}. Il y a donc, pour un matériau anisotrope sans propriétés particulières, trois coefficients indépendants.
Si le matériau est isotrope, le coefficient de Poisson est (comme toutes les propriétés du matériau) indépendant du référentiel de la direction choisie, il est alors simplement noté {\displaystyle \nu }.

### Attribution et notation

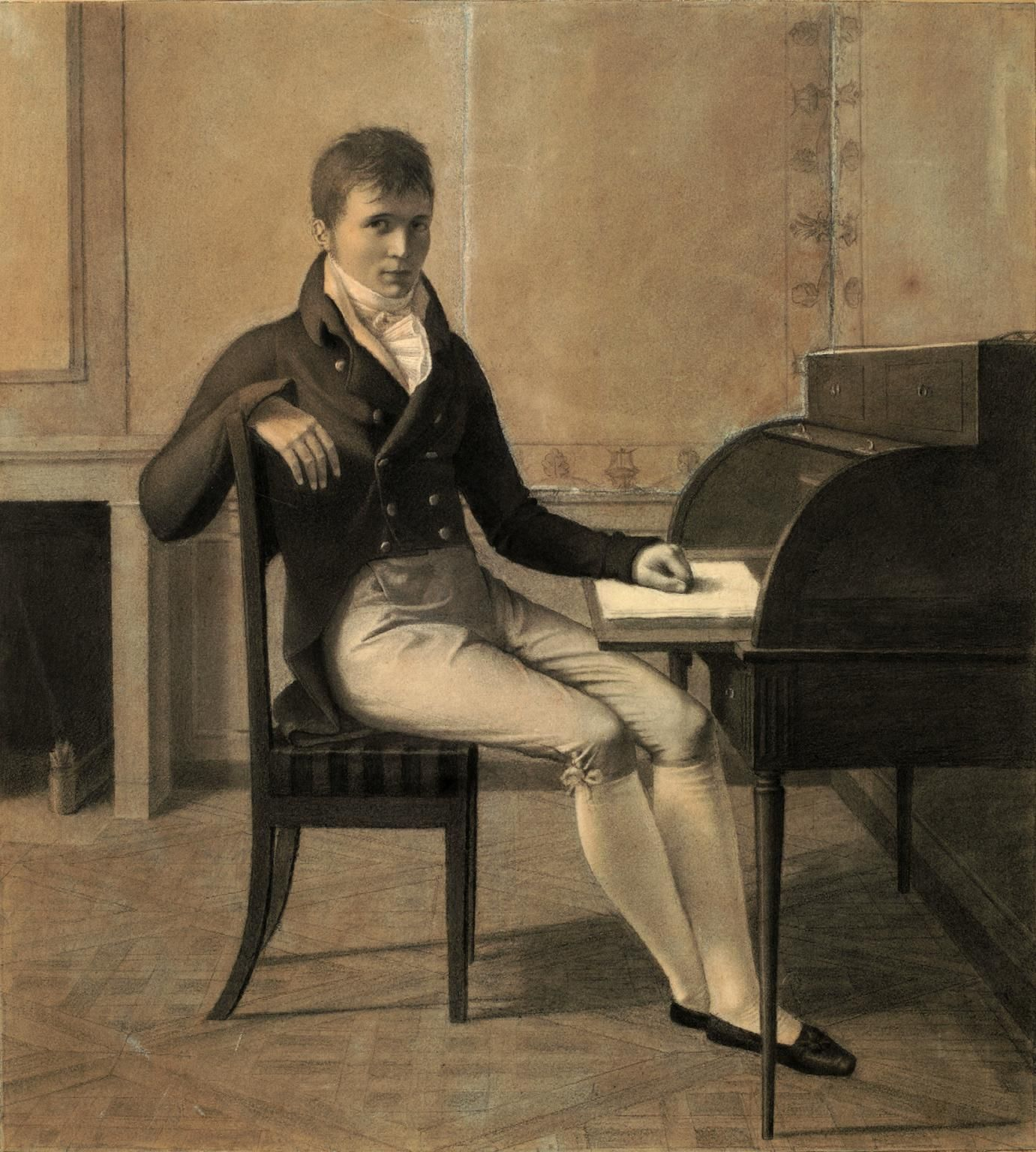
Siméon Denis Poisson.

Les années 1820 sont une période très active en matière de mécanique des solides. Navier, Cauchy, Stokes et Poisson cherchent dans cette période à construire un cadre mathématique expliquant les déformations d'un solide. Dans une note publiée en 1827, puis un important Traité de mécanique en 1833, Poisson introduit le coefficient qu'il note avec la lettre grecque ν, notation toujours utilisée. Poisson travaille alors sur une « théorie de l'élasticité moléculaire », expliquant l'élasticité d'un solide par l'articulation de liaisons moléculaires. C'est une des théories à l'origine de la mécanique des solides déformables moderne. En 1848, Guillaume Wertheim réalise les premières déterminations expérimentales de coefficients de Poisson, sur des matériaux comme le laiton et le verre,,.

## Relations avec les autres expressions de l'élasticité, pour un matériau isotrope
Dans le domaine linéaire, le comportement élastique d'un matériau isotrope est entièrement décrit par seulement deux paramètres indépendants. Il existe plusieurs choix de paramètres, selon le problème à résoudre, des formules permettant les conversions. Un choix habituel est l'association du coefficient de Poisson et du module de Young.

### Changement de volume
Lorsqu'un matériau isotrope est soumis, en régime linéaire, à une contrainte uni-axiale (placée ici, arbitrairement, selon l'axe x), le coefficient de Poisson intervient dans le calcul du changement de volume
La déformation selon l'axe x est notée {\displaystyle \epsilon _{x}}. Les déformations selon les axes y et z sont égales et valent {\displaystyle -\nu \epsilon _{x}}.
En notant {\displaystyle V_{0}} le volume initial de l'objet, le volume déformé vaut :
{\displaystyle V_{1}=V_{0}\times (1+\epsilon _{x})\times (1-\nu \epsilon _{x})\times (1-\nu \epsilon _{x})}
En développant le produit, et en ne retenant que les termes du premier ordre (puisque la déformation est très petite devant 1), la variation de volume s'écrit : 
{\displaystyle {\frac {V_{1}}{V_{0}}}=1+\epsilon _{x}\times (1-2\nu )}
Cela signifie qu'au plus le coefficient de Poisson est proche de 0,5, au plus le matériau tend à conserver son volume lorsqu'il est déformé.

### Autres jeux de coefficients
Le module d'élasticité isostatique ou module de compressibilité ({\displaystyle K}) exprime la réduction du volume du matériau lorsqu'il est soumis à une pression isostatique (par exemple, en l'immergeant en profondeur). Il est lié au module de Young ({\displaystyle E}) par le coefficient de Poisson ({\displaystyle \nu }) au travers de la relation :
{\displaystyle K={\frac {1}{3}}{\frac {E}{(1-2\nu )}}}
On note les valeurs particulières de ν :
- pour ν = 1/3, on a K = E.
- pour ν → 0,5, on a K → ∞ : incompressibilité (cas du caoutchouc, par exemple).

Cette relation explique aussi pourquoi il est impossible que le coefficient de Poisson d'un matériau isotrope dépasse 0,5. Si c'était le cas, son module de compressibilité deviendrait négatif. Cela signifie que le matériau se dilaterait sous l'effet d'une pression externe. Ce faisant, il fournirait un travail au milieu environnant, produisant de l'énergie. Ce serait en contradiction avec le premier principe de la thermodynamique.
Le module de cisaillement {\displaystyle G} exprime la déformation du matériau soumis à un effort uniquement en cisaillement. Son expression en fonction de E et {\displaystyle \nu } est la suivante : 
{\displaystyle G={\dfrac {E}{2(1+\nu )}}.}
Par un raisonnement analogue au précédent, cette relation explique que le coefficient de Poisson ne peut pas être inférieur à −1. En effet, le module de cisaillement deviendrait négatif, et le matériau fournirait alors un travail lors d'une sollicitation en cisaillement.

### Tenseur d'élasticité
La loi de Hooke dans un matériau quelconque exprime une relation linéaire entre le tenseur des contraintes et le tenseur des déformations (chacun comprenant six termes, trois de compression et trois de cisaillement) :
{\displaystyle T=c\epsilon } ou {\displaystyle \epsilon =sT}
La matrice des rigidités c, et son inverse s (matrice des souplesses) sont des matrices {\displaystyle 6\times 6} symétriques, il y a donc, dans le cas le plus général, 21 paramètres indépendants. Selon les propriétés du matériau (symétries, etc), certains termes des matrices sont nuls, égaux, ou interdépendants. Dans le cas d'un matériau isotrope, ces matrices sont entièrement déterminées par seulement deux paramètres, comme E et {\displaystyle \nu }.
{\displaystyle c={\frac {E}{(1+\nu )(1-2\nu )}}{\begin{pmatrix}1-\nu &\nu &\nu &0&0&0\\\nu &1-\nu &\nu &0&0&0\\\nu &\nu &1-\nu &0&0&0\\0&0&0&1-2\nu &0&0\\0&0&0&0&1-2\nu &0\\0&0&0&0&0&1-2\nu \end{pmatrix}}}
{\displaystyle s=c^{-1}={\frac {1}{E}}{\begin{pmatrix}1&-\nu &-\nu &0&0&0\\-\nu &1&-\nu &0&0&0\\-\nu &-\nu &1&0&0&0\\0&0&0&1+\nu &0&0\\0&0&0&0&1+\nu &0\\0&0&0&0&0&1+\nu \end{pmatrix}}}

## Cas d'un matériau anisotrope

### Tenseurs d'élasticité
Dans le cas d'un matériau orthotrope, c'est-à-dire possédant trois plans de symétrie orthogonaux entre eux, et selon un référentiel choisi pour correspondre à ces plans, le tenseur des souplesses s'écrit comme suit en fonction des trois modules de Young et des trois coefficients de Poisson :
{\displaystyle s=c^{-1}={\begin{bmatrix}{\tfrac {1}{E_{x}}}&-{\tfrac {\nu _{yx}}{E_{y}}}&-{\tfrac {\nu _{zx}}{E_{z}}}&0&0&0\\-{\tfrac {\nu _{xy}}{E_{x}}}&{\tfrac {1}{E_{y}}}&-{\tfrac {\nu _{zy}}{E_{z}}}&0&0&0\\-{\tfrac {\nu _{xz}}{E_{x}}}&-{\tfrac {\nu _{yz}}{E_{y}}}&{\tfrac {1}{E_{z}}}&0&0&0\\0&0&0&{\tfrac {1}{G_{yz}}}&0&0\\0&0&0&0&{\tfrac {1}{G_{zx}}}&0\\0&0&0&0&0&{\tfrac {1}{G_{xy}}}\\\end{bmatrix}}}
Si le matériau possède une isotropie transverse, condition plus restrictive que l'orthotropie, qui implique des propriétés isotropes dans un plan donné (par exemple le plan {\displaystyle xy}, le nombre de propriétés élastiques indépendantes tombe à 5, dont deux coefficients de Poisson : l'un concernant les déformations dans le plan {\displaystyle xy}, l'autre pour les déformations normales à ce plan. Le tenseur des souplesses s'écrit, :
{\displaystyle s=c^{-1}={\begin{bmatrix}{\tfrac {1}{E_{p}}}&-{\tfrac {\nu _{p}}{E_{p}}}&-{\tfrac {\nu _{pz}}{E_{z}}}&0&0&0\\-{\tfrac {\nu _{p}}{E_{p}}}&{\tfrac {1}{E_{p}}}&-{\tfrac {\nu _{pz}}{E_{z}}}&0&0&0\\-{\tfrac {\nu _{pz}}{E_{p}}}&-{\tfrac {\nu _{pz}}{E_{y}}}&{\tfrac {1}{E_{z}}}&0&0&0\\0&0&0&{\tfrac {1}{G_{xz}}}&0&0\\0&0&0&0&{\tfrac {1}{G_{xz}}}&0\\0&0&0&0&0&{\tfrac {2(1+\nu _{p})}{E_{p}}}\\\end{bmatrix}}}

### Module de compressibilité
À partir du tenseur d’élasticité, on détermine le module de compressibilité en posant {\displaystyle T_{x}=T_{y}=T_{z}}, et en additionnant les déformation sur les trois axes cela donne la relation suivante :
{\displaystyle {\frac {1}{K}}={\frac {1-\nu _{xy}-\nu _{xz}}{E_{x}}}+{\frac {1-\nu _{xy}-\nu _{yz}}{E_{y}}}+{\frac {1-\nu _{xz}-\nu _{yz}}{E_{z}}}}

## Méthodes de mesure

### Mesure directe

Illustration d'un test de traction sur un barreau mince.

Le coefficient de Poisson peut être calculé à partir de l'allongement longitudinal et du rétrécissement transversal, mesurés directement. Les appareils destinés à la mesure du coefficient de Poisson fonctionnent en contraignant un échantillon (typiquement cylindrique). Un extensomètre mesure la déformation longitudinale, tandis que la déformation transverse est généralement mesurée par une méthode optique.

### Mesure acoustique
Pour les matériaux très rigides, il peut être plus commode de mesurer la vitesse de propagation des ondes P et des ondes S et d'en déduire le coefficient de Poisson, grâce à la relation suivante. Cette méthode est utilisée en laboratoire, sur des échantillons, mais aussi pour l'étude du sol, par imagerie sismique :
{\displaystyle \nu ={\frac {1}{2}}\left[1-{\frac {1}{\left({\frac {V_{\mathrm {P} }}{V_{\mathrm {S} }}}\right)^{2}-1}}\right]}.

## Valeurs typiques
Dans la plupart des cas, le coefficient de Poisson est compris entre 0,25 et 0,35.

### Cas limites
Un coefficient de Poisson égal à 0,5 signifie que le matériau est incompressible : ce cas limite correspond au comportement d'un liquide. Les matériaux élastomères, dont le comportement se rapproche des liquides, ont des valeurs très proches de 0,5, valeur que la thermodynamique interdit de dépasser. Quel que soit le matériau, lorsque la température croît, le coefficient de Poisson augmente ; ν vaut 0,5 à la température de fusion.

### Corps simples et métaux purs
La plupart des corps simples à l'état solide ont un coefficient de Poisson compris entre 0,2 et 0,4. Sur 64 de ces corps simples, six seulement ont un coefficient supérieur à 0,4 (Si : 0,422 ; Au : 0,424 ; Pb : 0,442 ; Mo : 0,458 ; Cs : 0,460 ; Tl : 0,468), et quatre un coefficient inférieur à 0,2 (Ru : 0,188 ; Eu : 0,139 ; Be : 0,121 ; U : 0,095) ; aucun n'est auxétique.
| Matériau       | ν            |
| -------------- | ------------ |
| Aluminium (Al) | 0,33         |
| Béryllium (Be) | 0,024 à 0,03 |
| Bore (B)       | 0,21         |
| Cuivre (Cu)    | 0,36         |
| Fer (Fe)       | 0,21 – 0,259 |
| Magnésium (Mg) | 0,35         |
| Or (Au)        | 0,42         |
| Plomb (Pb)     | 0,40 à 0,45  |
| Titane (Ti)    | 0,3          |

### Alliages métalliques
La valeur typique du coefficient de Poisson est de l'ordre de 0,28 pour les aciers, et de 0,33 pour les alliages d'aluminium.
| Matériau              | ν           |
| --------------------- | ----------- |
| Acier de construction | 0,27 – 0,30 |
| Acier inoxydable      | 0,30 – 0,31 |
| Fontes                | 0,21 – 0,26 |
| Laiton                | 0,37        |

### Polymères
| Matériau      | ν           |
| ------------- | ----------- |
| Époxy         | 0,35 – 0,42 |
| PVC           | 0,38        |
| Nylon         | 0,39        |
| Polycarbonate | 0,36        |

### Oxydes
Sur 160 oxydes testés en 2018, un seul est auxétique dans les conditions ambiantes, la cristobalite α (ν = −0,164), et le reste de 20 à 1 500 °C.
Pour 97,4 % des oxydes, le coefficient de Poisson est compris entre 0,150 et 0,400 (moyenne : 0,256 ; écart type : 0,050). D'une manière générale, le coefficient de Poisson est corrélé positivement avec la masse volumique : {\displaystyle \nu \approx 0{,}0285\,\rho -0{,}1227} (en excluant la cristobalite et le quartz) mais le coefficient de détermination r2 n'est pas très élevé : 0,28[réf. nécessaire]. La corrélation est meilleure en ne considérant que les oxydes cristallisant dans un même système réticulaire :
| Système        | n  | Équation de corrélation                              | r2   |
| -------------- | -- | ---------------------------------------------------- | ---- |
| hexagonal      | 8  | {\displaystyle \nu \approx 0{,}0506\,\rho +0{,}067}  | 0,99 |
| trigonal       | 24 | {\displaystyle \nu \approx 0{,}0852\,\rho -0{,}1267} | 0,83 |
| cubique        | 70 | {\displaystyle \nu \approx 0{,}0852\,\rho -0{,}1267} | 0,46 |
| tétragonal     | 19 | {\displaystyle \nu \approx 0{,}0525\,\rho -0{,}0264} | 0,36 |
| orthorhombique | 33 | {\displaystyle \nu \approx 0{,}0129\,\rho +0{,}1873} | 0,27 |

1. ↑  L'unique oxyde monoclinique étudié a un coefficient de Poisson égal à 2,271.
2. ↑  n : nombre d'oxydes pris en compte dans la régression linéaire.

### Silicates
Le coefficient de Poisson des 301 silicates testés en 2018 (9 cyclosilicates, 43 inosilicates, 219 nésosilicates, 5 phyllosilicates et 25 tectosilicates) varie entre 0,080 pour le quartz et 0,365 pour le zircon. Si l'on excepte ces deux extrêmes, ν varie entre 0,200 et 0,350 (moyenne : 0,261 ; écart-type : 0,030)[réf. nécessaire].

### Autres matériaux
Le coefficient de Poisson des carbonates, des halogénures, des phosphates, des sulfates et des sulfures s'étage entre 0,091 et 0,379 :
| Composés    | n  | Intervalle de valeurs | Moyenne | Écart type |
| ----------- | -- | --------------------- | ------- | ---------- |
| Carbonates  | 12 | 0,178-0,319           | 0,288   | 0,041      |
| Halogénures | 10 | 0,133-0,310           | 0,258   | 0,048      |
| Phosphates  | 8  | 0,1091-0,316          | 0,243   | 0,083      |
| Sulfates    | 8  | 0,191-0,379           | 0,305   | 0,057      |
| Sulfures    | 10 | 0,160-0,376           | 0,290   | 0,086      |

## Exemples d'applications

### Bouchons de liège

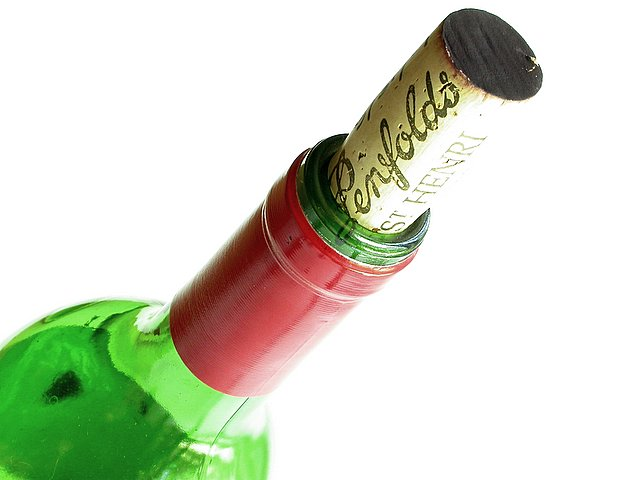
Un bouchon en liège.

Les bouchons des bouteilles de vin sont un exemple d'application du coefficient de Poisson : le liège a un coefficient de Poisson très proche de zéro, ce qui en fait un très bon choix pour un bouchon : lorsqu'on l'enfonce dans la bouteille, il ne se dilate pas dans la direction transverse, chose qui rendrait l'insertion bien plus difficile. Ainsi, lorsqu'on recherche un matériau alternatif au liège pour cette application, il doit aussi avoir un coefficient de Poisson très faible.

### Imagerie médicale
Les tissus biologiques ont un comportement mécanique qui se représente bien comme un milieu isotrope et pratiquement incompressible ({\displaystyle \nu } très proche de 0,5, module de Young très faible). L'élastographie est une discipline scientifique qui regroupe plusieurs méthodes de mesure des propriétés mécaniques des tissus par imagerie ultrasonore. Mesurer in situ le coefficient de Poisson des tissus a des applications en matière de diagnostic, par exemple, des tumeurs cancéreuses.

### En sciences de la Terre
Le coefficient de Poisson des couches intérieures de la terre est évalué en comparant la vitesse de propagation des ondes sismiques longitudinales et transverses, c'est un moyen d'investigation important de leur composition.

## Extension en grandes déformations: fonction de Poisson

Exemple de relation entre le changement de longueur et de diamètre d'un barreau. Le coefficient de Poisson est la pente de la tangente en zéro.

Lorsque les déformations sont importantes, la réponse du matériau n'est plus linéaire, et le rapport entre la déformation axiale et la déformation transverse n'est plus constant. Une fonction de Poisson est alors définie selon l'étirement (en grands déplacements, il est usuel d'utiliser l'étirement {\displaystyle \lambda =1+\epsilon } plutôt que la déformation {\displaystyle \epsilon }. Il existe plusieurs définitions de cette fonction. Chacune admet, comme limite pour {\displaystyle \lambda \rightarrow 1}, la définition usuelle du coefficient de Poisson :
Définition de Hencky (en) : {\displaystyle \nu ^{H}=-{\frac {\ln \lambda _{\text{trans}}}{\ln \lambda _{\text{axial}}}}}
Définition de Biot : {\displaystyle \nu ^{B}={\frac {1-\lambda _{\text{trans}}}{\lambda _{\text{axial}}-1}}}
Définition de Green : {\displaystyle \nu ^{G}={\frac {1-\lambda _{\text{trans}}^{2}}{\lambda _{\text{axial}}^{2}-1}}}
Définition de Almansi : {\displaystyle \nu ^{A}={\frac {\lambda _{\text{trans}}^{-2}-1}{1-\lambda _{\text{axial}}^{-2}}}}

## Généralisation dans le cas d'un stratifié

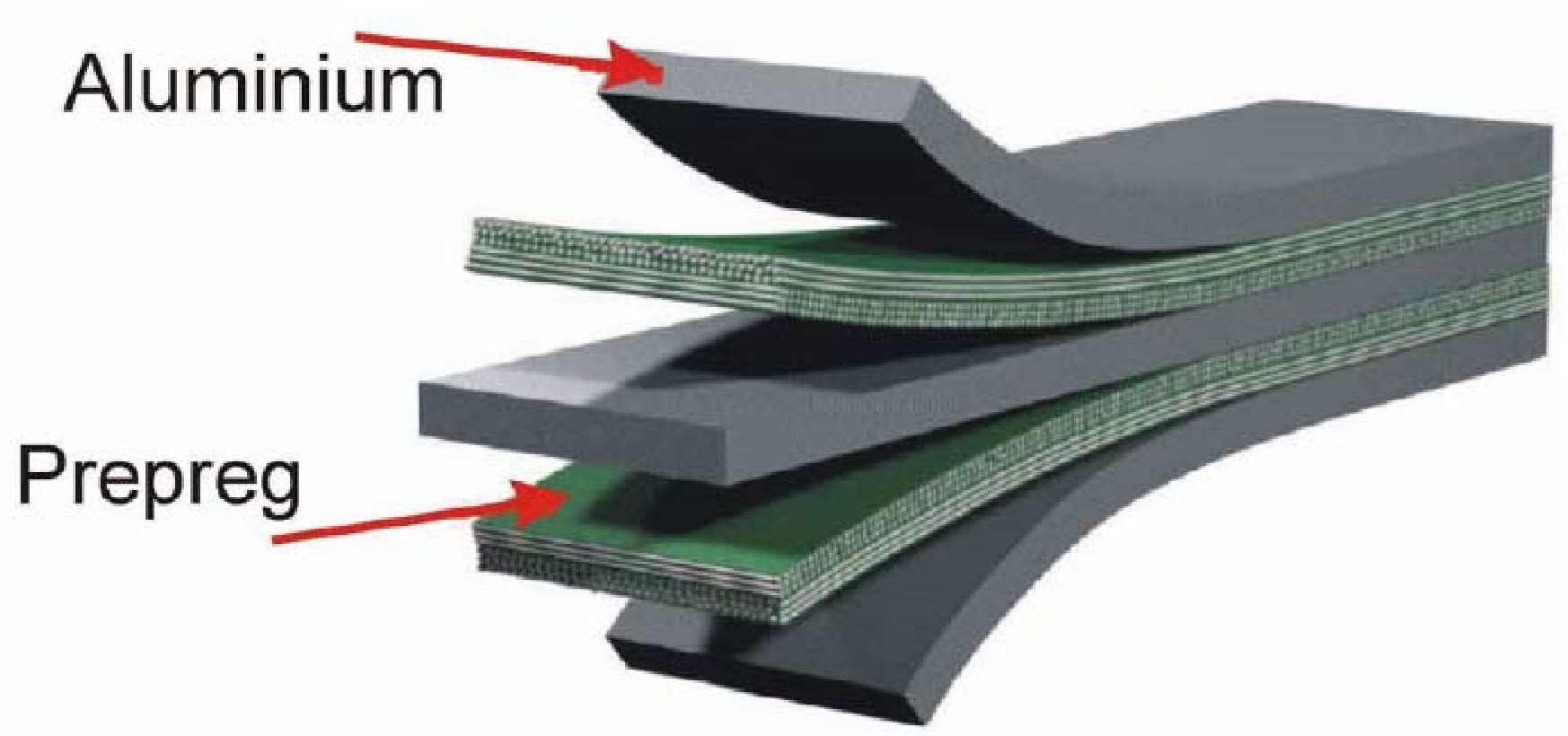
Un exemple de composite stratifié : le GLARE.

En théorie des plaques, un stratifié est une plaque composée de plusieurs couches de matériaux différents. La théorie classique des stratifiés est un modèle prédictif du comportement des déformations d'une telle plaque composite.
Dans le cadre de la théorie de Kirchoff-Love (qui suppose notamment l'absence de cisaillement transverse), la rigidité de la plaque en flexion et torsion s'exprime sous la forme d'une matrice 3 x 3. Les moments fléchissants {\displaystyle M_{x}}, {\displaystyle M_{y}} et {\displaystyle M_{xy}} sont reliés aux courbures par :
{\displaystyle {\begin{pmatrix}M_{x}\\M_{y}\\M_{xy}\end{pmatrix}}={\begin{pmatrix}D_{11}&D_{12}&D_{13}\\D_{21}&D_{22}&D_{23}\\D_{31}&D_{32}&D_{33}\end{pmatrix}}\times {\begin{pmatrix}{\frac {\partial ^{2}w^{0}}{\partial x_{2}^{2}}}\\{\frac {\partial ^{2}w^{0}}{\partial y_{2}^{2}}}\\{\frac {\partial ^{2}w^{0}}{\partial x\partial y}}\end{pmatrix}}}
Où {\displaystyle w^{0}} est le déplacement transverse, mesuré le long de la fibre neutre de la plaque. {\displaystyle {\frac {\partial ^{2}w^{0}}{\partial x^{2}}}} est la flexion selon la direction x, {\displaystyle {\frac {\partial ^{2}w^{0}}{\partial y^{2}}}}, la flexion en y, et {\displaystyle {\frac {\partial ^{2}w^{0}}{\partial x\partial y}}} la torsion.
Si le stratifié est isotrope dans le plan, l'écriture se simplifie. Il est possible de représenter le comportement de l'ensemble du stratifié par une rigidité flexionnelle D et un coefficient de Poisson homogénéisé {\displaystyle \nu }.
{\displaystyle {\begin{pmatrix}M_{x}\\M_{y}\\M_{xy}\end{pmatrix}}=D{\begin{pmatrix}1&\nu &0\\\nu &1&0\\0&0&1-\nu \end{pmatrix}}\times {\begin{pmatrix}{\frac {\partial ^{2}w^{0}}{\partial x_{2}^{2}}}\\{\frac {\partial ^{2}w^{0}}{\partial y_{2}^{2}}}\\{\frac {\partial ^{2}w^{0}}{\partial x\partial 2}}\end{pmatrix}}}
C'est une définition sensiblement différente de celle donnée précédemment, car le coefficient de Poisson ainsi défini n'est plus une propriété locale (microscopique) du matériau, il est homogénéisé à l'échelle du stratifié, vu comme un milieu 2D. Si la même équation est écrite concernant une plaque homogène, c'est-à-dire constituée d'un seul matériau, et que ce matériau est isotrope, c'est bien le coefficient de Poisson de ce matériau qui intervient. Quant à D, sa valeur est alors la suivante (selon E le module de Young et h l'épaisseur de la plaque) :
{\displaystyle D={\frac {Eh^{3}}{12(1-\nu ^{2})}}}